# Francesc Carreras i Candi
Francesc Carreras i Candi   (Barcelona, 4 de juliol de 1862 - Barcelona, 22 de gener de 1937) va ser un historiador, geògraf i polític català, a més de conrear moltes altres disciplines com la filatèlia o l'excursionisme científic. Destacat per la seva erudició, va formar part de diverses institucions, com la Reial Acadèmia de Bones Lletres de Barcelona o el Centre Excursionista de Catalunya, i va publicar nombrosos articles a diaris, butlletins i altres publicacions. També va ser director de la Geografia general de Catalunya i autor del volum dedicat a la ciutat de Barcelona, considerada una de les monografies més completes dedicada a l'estudi de la seva evolució urbanística. A més, va ser regidor de l'Ajuntament de Barcelona per la Lliga Regionalista, càrrec des del qual va promoure la publicació de documents inèdits de l'Arxiu Municipal de Barcelona, com el Manual de novells ardits o les Rúbriques de Bruniquer.

## Biografia
Va néixer el 5 de juliol de 1862 al carrer de l'Argenteria, 9, de Barcelona. La seva família era de tradició argentera; el seu pare era l'argenter barceloní Gaietà Carreras i Aragó, i la seva mare Agnès Candi i Casanovas, natural de Castelló d'Empúries. L'endemà del seu naixement va ser batejat a la catedral de Barcelona. Oncles seus foren: Càndid Candi i Casanovas i Lluís Carreras i Aragó.
Va llicenciar-se en Dret per la Universitat de Barcelona el 1882. Amb tot, les seves activitats van ser molt diverses: història, geografia, política, periodisme, excursionisme, filatèlia o arqueologia.
El 1898 va ingressar a la Reial Acadèmia de Bones Lletres de Barcelona, de la qual va ser president de 1918 a 1931 i de 1934 a 1937. El 1901 va impulsar la creació del butlletí d'aquesta institució, on va publicar nombrosos treballs d'història. Des de 1903 va ser professor de la càtedra d'història de Catalunya als Estudis Universitaris Catalans, però va abandonar-la el curs de 1905-1906, segons Jordi Rubió, per desengany o cansat d'impartir-la. Va impartir la mateixa matèria a l'Ateneu Enciclopèdic Popular. El 1908 va promoure el primer Congrés d'Història de la Corona d'Aragó amb motiu del setè centenari del naixement del rei Jaume I. També va ser acadèmic numerari de la Reial Acadèmia de Belles Arts de Sant Jordi des de 1920, i corresponent de la Reial Acadèmia de la Història des de 1897, de la Reial Acadèmia de Bones Lletres de Sevilla des de 1899 i de la Reial Acadèmia Gallega des de 1926.
Quant als seus treballs històrics, tracta de manera abundant els aspectes polítics, militars i eclesiàstics, però també sovint parla d'història econòmica.
Afeccionat a l'excursionisme, el 1881 va ingressar a l'Associació Catalanista d'Excursions Científiques, i en va ser secretari el 1888-1890 i vicepresident del centre el 1912. També va ser director del Butlletí del Centre Excursionista de Catalunya en els seus inicis.
Col·laborador actiu de la premsa, va publicar articles a La Ilustració Catalana, La Vanguardia, Las Noticias, a més de butlletins de diverses entitats, i també va ser director de la Revista Mercedaria el 1918. Els seus articles sempre van ser de temàtica molt variada. En els seus escrits va utilitzar el pseudònim Cèsar Cardiran.
Va participar també en política. El 1890 va entrar al Cercle Liberal Conservador i va presidir la Joventut Conservadora fins a 1897. Va ser regidor a l'Ajuntament de Barcelona entre 1891 i 1893 per la Lliga Regionalista, i va tornar a ser elegit el 1910. Des del seu càrrec, va promoure la publicació de documents inèdits de l'Arxiu Municipal de Barcelona, com el Manual de novells ardits o Dietari de l'antic consell barceloní i Rúbriques de Bruniquer. Fou també president de la comissió d'Eixample (1918-1922) i contribuí a salvar les Drassanes. També fou cònsol de la República Dominicana des del 1900, i gerent de la Real Compañía de Canalización y Riegos del Ebro des de 1923.
Va ser director dels sis volums de la Geografia general de Catalunya, dels quals un està dedicat a Catalunya en el seu conjunt, quatre a les províncies administratives, i el darrer el va dedicar en exclusiva a la ciutat de Barcelona i que va escriure ell mateix. Posteriorment, va dirigir els cinc volums de la Geografia general del País Valencià i, paral·lelament, la Geografía general del País Vasco-Navarro, publicada a partir de 1910.
També va estar interessat de la filatèlia. Va començar a col·leccionar segells amb quinze anys i va arribar a reunir una destacada col·lecció. A més de ser filatelista, també va publicar diversos articles sobre la temàtica i la història del correu amb molt de rigor i de tall científic, que hom el considera el primer tractadista filatèlic de la península Ibèrica. Va participar originalment en la Societat Filatèlica Barcelonesa el 1888, però un cop desapareguda va ser fundador de la Societat Filatèlica Catalana el 1901, de la qual va ser president fins a 1904. A més, va ser membre dels congressos de la Unió Postal Universal de Berna de 1900 i de Roma de 1906.

## Obres
- Manual de novells ardits o Dietari de l'antic consell barceloní (1892-1922). Col·laboració amb Frederic Schwarz.[3][13]
- Argentona histórica (1891)[14]
- Pere Joan Ferrer, militar i senyor del Maresme (1892)
- Lo castell de la Roca del Vallès (1895)[15]
- La Cervantisme a Barcelona (1895)[16]
- Notas históricas de Sarriá (1897)[17]
- Las tarjetas postales en España (1903)[18]
- Lo drama de Sanct Miquel (1903)[19]
- Dietari de la guerra a Cervera (1907)[20]
- Geografia General de Catalunya (1908-1918) amb la col·laboració de Ceferí Rocafort i Sansó, Cels Gomis i Mestres, Emili Morera i Llauradó i Joaquim Botet i Sisó. Dintre d'aquest conjunt va ser autor del volum La ciutat de Barcelona (1916).[4]
- Orígenes de la enfiteusis en Barcelona durante los siglos XI y XII (1909)[12]
- Narraciones montserratianas (1911)[21]
- Notes históriques de Sant Hilari Ça-Calm (1911)[22]
- Visites de nostres reys a Montserrat (1911)[23]
- Rúbriques de Bruniquer (1912-1916). Col·laboració Bartomeu Gunyalons.[3]
- La Via Laietana (1913)
- La creu coberta (1919)
- Les dreçanes barcelonines: sos inventaris y restauració (1928)[3][24]
- Desafiament a Catalunya en el segle XVI (1936). Col·laboració amb Siegfried Bosch.[3]
- Cataluña ilustrada (1940)
- La navegación en el río Ebro (1940)

## Llegat
El 16 de març de 1980, el Centre Excursionista de Catalunya va dedicar-li un homenatge amb una sessió acadèmica, on diverses personalitats van parlar de la importància de la seva figura. Uns anys més tard, el 25 de gener de 1986, el diari Avui va publicar-ne una ressenya biogràfica.
Després de la seva mort es va instal·lar un bust de Carreras Candi al parc de la Ciutadella de Barcelona, obra de Jacint Bustos, per al qual va fer de model un dels fills de l'historiador.

### Fons personal
El seu fons personal gràfic es conserva a l'Arxiu Fotogràfic de Barcelona. El fons aplega correspondència, en format postal, entre diferents membres de la Família Carreras-Candi i Mercader i les seves amistats. Les targetes postals reprodueixen, principalment, vistes d'indrets de
Catalunya i Espanya, encara que també se'n troben algunes d'Europa, Amèrica, Àsia i Àfrica. El fons, a més, conté 3 retrats de la família
Canaleta, nissaga catalana del tèxtil emparentada amb la família Mercader pel matrimoni de Josep Canaleta amb Dolors Mercader.
Així mateix, l'Arxiu Històric de la Ciutat de Barcelona també conserva una part del fons personal de Francesc Carreras i Candi. La seva col·lecció d'enters postals, format per la seva correspondència personal i targetes postals, es troben a la col·lecció filatèlica Ramon Marull.